# Соляные караваны в Сахаре

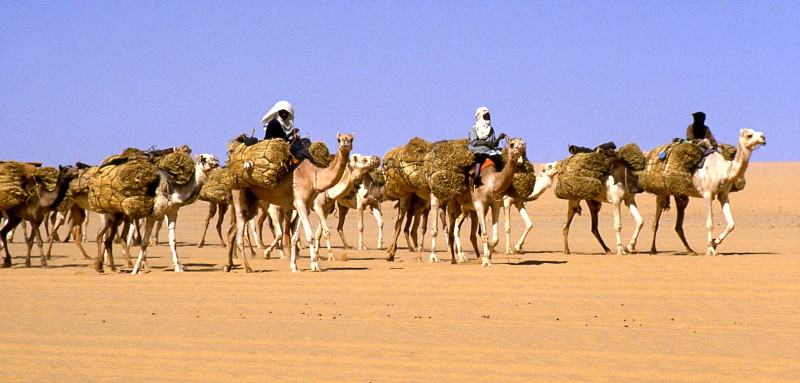
Караван, идущий из Агадеса в Бильму. Нигер, 1985 год

Соляные караваны в Сахаре — туарегские торговые караваны, осуществляющие товарообмен между сахарскими и сахельскими областями. В качестве транспорта используются верблюды-дромадеры. По состоянию на начало XXI века продолжает действовать два крупных маршрута: Азалай между городом Тимбукту и соляными прудами в Таоденни, Мали, и Тагламт (или Тараламт), пролегающий от окрестностей города Агадес до Фачи и Бильмы в пустыне Тенере в Нигере.
Товарообмен, ключевую роль в котором играла соль, в данном регионе известен со времён Средневековья. В прошлом караваны нередко состояли из нескольких тысяч верблюдов, но ныне обычно насчитывают от 300 до 500 животных. Путешествие по караванным маршрутам сопряжено с большими трудностями и лишениями для торговцев.

## Маршрут Тимбукту — Тауденни
Маршрут Азалай, ведущий из Тимбукту в Таоденни и до Тегазы, другого центра добычи соли, пролегает в северной части Сахары. В прошлые века и приблизительно до 1940-х годов караваны отправлялись на север с золотом и рабами и возвращались с ремесленными изделиями и солью из Тегазы и Таоденни.

## Маршрут Агадес — Бильма
Путешествие каравана по маршруту Агадес — Бильма, проходящему через пустыню Тенере и оазис Фачи, занимает около трёх недель (в обе стороны). По традиции он отправляется в путь дважды в год из Агадеса, главного города плато Аир, к соляным прудам и проходит через несколько оазисов в Каварском ущелье. Каждые ноябрь и март туарегские торговцы из Агадеса обменивают еду и другие товары на соляные пластины, добытые из карьеров жителями оазисов. Затем соль отправляется в южные регионы, населённые хауса, на продажу для нужд животноводства.
Вывоз из Агадеса товаров в обмен на соль начался в XVIII веке, после того как туарегами был захвачен оазис Кавар, ранее принадлежавший империи Канем-Борну. В прошлом караваны иногда возглавляли лично туарегские аменокали.